# 巴基斯坦驻华大使馆
巴基斯坦伊斯兰共和国驻中华人民共和国大使馆，简称巴基斯坦驻华大使馆，是巴基斯坦伊斯兰共和国在中华人民共和国的最高外交代表机构。馆址位于中国北京市朝阳区东直门外大街1号。

## 历史沿革
1951年5月21日，中巴建交，两国随即互设大使馆。